# Илияна Цанова
Илияна Димитрова Цанова е български финансист и политик. Заместник генерален директор и главен директор по риска в Генерална дирекция „Бюджет“ на Европейската комисия. Бивш заместник министър-председател в служебните правителства на Марин Райков и на Георги Близнашки.

## Биография

### Произход и образование
Илияна Цанова е родена на 19 януари 1976 г. в град София, България. Магистър по финанси от Университета за национално и световно стопанство (УНСС), има сертификат за следдипломна квалификация по финансов мениджмънт от Университет „Джордж Вашингтон“, САЩ (като стипендиант на USAID).
От 2001 до 2003 г. работи в одиторския отдел на „Делойт България“. Между 2003 и 2013 г. работи към Европейската банка за възстановяване и развитие. До 2006 г. структурира и управлява инвестиционни проекти в областта на водния сектор, железопътния и обществения транспорт, както и публично-частни партньорства.
От 2006 до 2013 г. работи в централата на ЕБВР в Лондон и заема позиция старши банкер в отдел „Общинска инфраструктура и околна среда“. Има богат опит в структурирането, договарянето и изпълнението на инвестиции в дялов капитал и дългово финансиране на инфраструктурни проекти, както и в съфинансирането на проекти със средства от Европейския съюз в страни от Югоизточна Европа, Украйна и Русия.
Като представител на ЕБВР Илияна Цанова е била консултант по преструктуриране на публични дружества за комунални услуги, създаването на регулаторни органи в областта на водния сектор, структурирането на публично-частни партньорства (примерно със „Софийска вода“ и за сметосъбиране и сметоизвозване[ неясно? ]), както и фискална децентрализация.
В периода март до май 2013 г. заема позиция на служебен вицепремиер на България, отговарящ за управлението на средствата от Европейския съюз и тази на ресорен министър в служебното правителство на Марин Райков. Назначена е от президента Росен Плевнелиев за служебен вицепремиер на България, отговарящ за управлението на средствата от Европейския съюз във втория му служебен кабинет на 6 август 2014 година.
През октомври 2015 г. г-жа Цанова е избрана от депутатите от Европейския парламент на поста заместник-управител на инвестиционния фонд на Европейския съюз. Фондът за 315 милиарда евро е известен още и като план „Юнкер“.
От септември 2021 г.  тя заема един от най-високите административни постове в ЕК - този на заместник генерален директор и главен директор по риска в Генерална дирекция „Бюджет“ на Европейската комисия.